# 蔡旭哲
蔡旭哲（1976年5月—），河北深州人，中国人民解放军航天员大队航天员。他曾是中国人民解放军空军战斗机飞行员。2022年6月作为神舟十四号航天员，首次执行航天任务。2024年10月，作为神舟十九号航天员，第二次执行航天任务。蔡旭哲是全世界最长单次出舱活动持续时间纪录保持者之一。

## 生平
1976年5月，蔡旭哲出生在河北省深州市。爷爷奶奶来自书香门第，分别在县城和村里教书，而且是新中国成立前的老党员。三叔是军人。蔡旭哲从空军长春飞行学院保定分院毕业。
2010年5月入选第二批航天员。2019年12月，入选神舟十四号飞行任务乘组。2022年6月5日，参与神舟十四号任务，同年12月4日返回地球。
2023年，他入选神舟十九号任务。2024年10月30日，他作为指令长开始执行神舟十九号任务。蔡旭哲以22个月的任务间隔期，刷新了中国航天员两次飞行任务的最短间隔。

## 家庭
妻子王颜晴是部队医院的护士。

## 执行任务
| 次序   | 任务名称   | 发射时间（UTC+8）        | 着陆时间（UTC+8）    | 运载火箭      | 对接       | 任务时长         | 舱外活动次数 | 舱外活动时长 |
| ------ | ---------- | ------------------------ | -------------------- | ------------- | ---------- | ---------------- | ------------ | ------------ |
| 1      | 神舟十四号 | 2022年6月5日，10:44:10   | 2022年12月4日，20:09 | 长征二号F遥14 | 天宫空间站 | 182天9小时又24分 | 2            | 9小时46分钟  |
| 2      | 神舟十九号 | 2024年10月30日, 04:27:34 | 2025年4月30日，13:08 | 长征二号F遥19 | 天宫空间站 | 182天8小时又40分 | 3            | 24小时28分钟 |
| 合计： | 合计：     | 合计：                   | 合计：               | 合计：        | 合计：     | 364天18小时又4分 | 5            | 34小时14分钟 |